# Mrągowo
Mrągowo (tot 1947 Żądzbork in het Pools; Duits: Sensburg) is een stad in het Poolse woiwodschap Ermland-Mazurië, gelegen in de powiat Mrągowski. De oppervlakte bedraagt 14,8 km², het inwonertal 22.730 (2006).

## Geschiedenis
De ridders van de Duitse Orde bouwden in 1348 een houten fort genaamd Sensburg nabij het huidige Mrągowo. Haar naam wijst echter op een al bestaande oudere nederzetting, want in het Pruisisch betekent „sena“ of „senas“: oud of van oudsher. Door de komst van deze burcht ontwikkelde zich de nederzetting, die in 1397 voor het eerst in een akte vermeld wordt en vermoedelijk al in 1404-1407 het stadsrecht naar Kulmer Recht verkreeg. De stadsrechten van de nederzetting werden in 1444 vernieuwd. Burcht en stad werden herbouwd in steen maar economische ontwikkeling bleef uit. De stad Sensburg werd onderdeel van het Pruisische Hertogdom in 1525, nadat de Duitse Orde zich had geseculariseerd. Gedurende de 15e-16e eeuw, onderging de stad branden en epidemieën. Ook de Napoleontische oorlogen brachten de stad grote schade toe.
Pas in 1897 werd Sensburg verbonden met het Pruisische spoorwegnet, op de lijn Bischofsburg (Biskupiec) - Rastenburg (Kętrzyn). Nabij Rastenburg richtte Hitler een van zijn hoofdkwartieren: de Wolfsschanze waar de aanslag door Claus von Stauffenberg op hem werd gepleegd.  
In het begin van de Eerste Wereldoorlog werden stad en omgeving door Russische troepen bezet en verwoest.  
Gedurende de Tweede Wereldoorlog werd de stad voor een vijfde deel verwoest. De Duitstalige inwoners werden na afloop van de oorlog grotendeels verdreven (zie Verdrijving van Duitsers na de Tweede Wereldoorlog). Tussen 1945 en 1947 luidde de Poolse naam van de stad naar analogie van de Duitse naam nog Żądzbork. In 1947 werd deze naam vervangen door het huidige Mrągowo ter ere van de lutherse dominee Christoph Mrongovius (of Pools Krzysztof Celestyn Mrongowiusz) (1764-1855), die in zijn zielzorg de taal van de Mazuren, een Pools dialect gebruikte en wiens nagedachtenis daarom nog steeds gevierd wordt met een monument en het handhaven van zijn (familie)graf waar andere ‘Duitse’ graven geruimd werden.
Na de oorlog moest de bevolking de stad verlaten. Alleen wie Pools kon spreken mocht blijven. Dat was een kleine groep Mazuren; voorts werden Polen en Oekraïners van elders hierheen gedirigeerd. De meeste Mazuren vertrokken in de jaren vijftig naar Duitsland. De stad bleef een landbouwcentrum met zo'n 10.000 inwoners; dit aantal bleef vrijwel constant tot de late jaren 80. In de jaren 90 werd het stadje belangrijker in de regio en ontwikkelde het zich tot een regionaal centrum voor toerisme.

## Geboren in Sensburg / Mrągowo
- Ernst Wiechert (1887–1950), nationaal bekende schrijver van op Mazurië betrokken romans
- Dagmar Chidolue (* 1944), Duits schrijfster van kinderliteratuur
- Joachim Philipkowski (* 1961), voetballer bij FC Nürnberg

## Verkeer en vervoer
- Station Mrągowo